# سگ‌بند
سگ‌بند فیلمی ایرانی به کارگردانی مهران احمدی، نویسندگی حمید اکبری خامنه و تهیه‌کنندگی محمدحسین قاسمی است که در سال ۱۴۰۰ به نمایش درآمد، و در ۲۹ دی ۱۴۰۱ اکران آنلاین شد. بازیگران فیلم امیر جعفری، بهرام افشاری، سیروس گرجستانی، نازنین بیاتی، بهاره کیان‌افشار، میرطاهر مظلومی،
ویدا جوان، عزت‌الله مهرآوران، سیامک صفری، علی تقی‌پور و مهران احمدی هستند. گرجستانی و مهرآوران پیش از انتشار این فیلم درگذشتند.
سگ‌بند دومین ساختهٔ احمدی بعد از مصادره است و برای سی و هشتمین دوره جشنواره فیلم فجر آماده شده بود. نام سگ‌بند برگرفته از نام یکی از فنون کشتی پهلوانی است. این فیلم در ۲۵ اسفند ۱۴۰۰ در سینماهای ایران اکران شده است.

## داستان
این فیلم داستان یک خانواده از پایین شهر تهران را روایت می‌کند. پدر این خانواده رضا عیاران (با بازی سیروس گرجستانی) که از کشتی گیران و مدال آوران گذشته است در پنجمین سالگرد همسر، توسط مادرزنش راضی می‌شود که لباس عزا دربیاورد و مجدد ازدواج کند، او تصمیم می‌گیرد مانند همیشه سرخاک همسرش رفته و از او اجازه بگیرد؛ اما در راه برگشت بر اثر تصادف فوت می‌کند. پس از این ماجرا، اسی ستار (مهران احمدی) که اخیراً از زندان آزاد شده به فرزاد (بهرام افشاری) و فردین (امیر جعفری)، پسران عیاران، پیشنهاد می‌دهد با سرمایه فروش کارگاه کفاشی میراث پدری در کار قاچاق مواد مخدر با او همکاری کنند. محموله اول آنها در تایلند لو می‌رود و…

## بازیگران
| بازیگر           | نقش            |
| ---------------- | -------------- |
| امیر جعفری       | فردین عیاران   |
| بهرام افشاری     | فرزاد عیاران   |
| مهران احمدی      | اسی ستار       |
| نازنین بیاتی     | فرزانه عیاران  |
| بهاره کیان‌افشار  | مروارید تنهایی |
| سیروس گرجستانی   | رضا عیاران     |
| سعید امیرسلیمانی | هاشم آقا       |
| سیامک صفری       | شهرام دست کج   |
| علی تقی پور      | داریوش برلیان  |
| میرطاهر مظلومی   | چنگیز          |
| عزت‌الله مهرآوران | مشکات          |
| ناهید مسلمی      | عزیز           |
| آیدین ختائی      | اصغر           |